# 1,1-ジブロモエタン
1,1-ジブロモエタン(1,1-Dibromoethane)は、透明で若干茶色がかった可燃性の化合物である。有機臭素化合物に分類され、化学式はC2H4Br2である。1,2-ジブロモエタンの位置異性体である。化学工業において、燃料への添加剤として用いられる。また、穀物や土壌の害虫駆除用の燻蒸剤としても用いられる。

## 合成
1,1-ジブロモエタンは、ペルオキシドラジカル不存在下で、臭化ビニルへの臭化水素の付加により合成される。

## 安全性
1,1-ジブロモエタンは、軽度の毒であると考えられている。エタン上の臭素は、強力な酸化剤となる。吸入により摂取すると、神経への効果、組織の損傷、臭素中毒等を引き起こしうると考えられている。